# 홍성 용봉사 마애불
홍성 용봉사 마애불(洪城 龍鳳寺 磨崖佛)은 충청남도 홍성군 홍북읍 신경리 용봉사(龍鳳寺) 입구의 서쪽에 서 있는 바위에 돋을새김한 불상이다. 1985년 7월 19일 충청남도의 유형문화재 제118호로 지정되었다.

## 개요
충청남도 홍성군 홍북읍 신경리 용봉사(龍鳳寺) 입구의 서쪽에 서 있는 바위에 돋을새김한 불상이다. 바위를 불상 모양보다 크게 파내고 조각하였는데 마멸이 심하다. 머리 부분은 뚜렷하게 돌출 되었으나 아래로 내려갈수록 안정되어 있다.
민머리 위에는 상투 모양의 머리묶음이 큼직하게 솟아 있고, 얼굴은 타원형으로 양감있게 표현하였다. 눈과 입은 얼굴에 비해 가늘지만 흐뭇한 미소가 번져 있어 8세기 신라 불상의 이상적인 얼굴 특징이 많이 남아 있다. 귀는 거의 어깨에 닿을 만큼 길게 내려와 있으며, 목에는 3줄의 삼도(三道)가 있다.
신체는 양감이 부족하여 평판적인데, U자형의 옷주름은 매우 도식적이고 얕게 조각되어 더욱 평면적으로 보인다. 오른손은 내리고 왼손은 붙인 특이한 모습을 하고 있는데, 두 손이 몸에 비해 현저하게 작다. 딴 돌에 연꽃 무늬 대좌(臺座)를 새기고 거기에 두 발을 조각하였으나, 근래에 만든 공양석에 가려서 알 수 없다.
8세기의 이상적 사실주의가 엿보이면서도 9세기 불상 양식의 특징이 상당히 묘사되고 있어 9세기 불상 양식의 시작을 알려주는 좋은 예로 높이 평가되고 있다. 불상의 왼쪽에 신라 소성왕 1년(799)에 만들었다는 글이 새겨져 있어 그 가치를 한결 높여준다.

## 현지 안내문
마애불은 바위나 절벽의 평평한 면에 불상을 조각한 것이다. 이 불상은 절 입구의 바위 면에 돋을새김한 불상이다. 불상의 오른쪽에 '정원(貞元) 15년'이란 글이 새겨져 있어, 799년(신라 소성왕(卲聖王)원년)에 제작되었음을 알 수 있다. 머리는 큼직하며 육계(肉髻)는 팽이처럼 솟아 있고 얼굴은 타원형이다. 눈과 입은 얼굴에 비해서 가늘지만 미소가 얼굴 전면에 퍼져 있다. 손모양은 오른손을 내리고 왼쪽 손을 들어, 중생의 모든 두려움을 없애주고 평안을 주는 시무외인(施無畏印)으로, 얼굴의 미소와 함께 평화와 부드러움이 조화를 이루고 있다. U자형으로 흘러내린 옷주름은 얇게 표현되어 있어 불상을 평면적으로 보이게 한다.

## 같이 보기
- 용봉사

## 참고 자료
- 용봉사마애불 - 국가유산청 국가유산포털